# Alelimma pallidifusca
Alelimma pallidifusca là một loài bướm đêm trong họ Erebidae.